# Kierkowo (Witkowo)
Kierkowo – część miasta Witkowa w Polsce, położona w województwie wielkopolskim, w powiecie gnieźnieńskim, w gminie Witkowo. 
W latach 1975–1998 położona była w województwie konińskim.